# カステロ・ブランコ (チーズ)
カステロ・ブランコ（ポルトガル語: Queijo de Castelo Branco）はポルトガルで生産される、羊乳を原料としたチーズ。名称は同名の産地名、カステロ・ブランコに由来する。セミハードタイプに分類されるが、中身は弾力があり柔らかい。
1996年にEUの原産地名称保護制度におけるPDO認定を受けている。登録名称としてはケイジョ・ダ・ベイラ・バイシャ（Queijos da Beira Baixa、『ベイラ・バイシャ（地名）のチーズ』の意） であり、これに含まれる3つのチーズのうちのひとつ。3つとはすなわち、本項のカステロ・ブランコ、ケイジョ・アマレロ・ダ・ベイラ・バイシャ (Queijo Amarelo da Beira Baixa) およびケイジョ・ピカンテ・ダ・ベイラ・バイシャ (Queijo Picante da Beira Baixa) である。これらの3つのうちには羊の乳だけでなく、単体あるいは混合で山羊の乳を用いるチーズもあるが、カステロ・ブランコは羊の乳100％である。
いつごろから生産が始まったかについては明らかにされていないが、エストレーラ山脈において生産されるセーラ・ダ・エストレーラという名称のチーズに起源があると考えられている。これも羊のチーズである。